# Vasco Gargalo
Vasco Gargalo (Vila Franca de Xira, 1977) é um cartunista e ilustrador português.
O seu trabalho tem sido publicado em vários meios de comunicação nacionais e internacionais – algumas das suas melhores ilustrações podem ser vistas em jornais e revistas como o jornal I, Diário de Notícias, Courrier Internacional, revista Groene Amsterdammer, revista Spotsatire. É colaborador permanente do jornal português Correio da Manhã e da revista Sábado.
É colaborador regular do Cartoon Movement e do Cartooning for Peace. Tem participado em diversas exposições e festivais por todo o país, bem como nos principais Concursos Europeus de Cartoon.
Em 2005, ganhou o Prémio Jovem de Ilustração, no “Salão Nacional de Humor de Imprensa” e recebeu uma menção honrosa no “Salão Luso-Galego de Caricatura”.
Em 2009, ganhou o Prémio Stuart, na categoria “imprensa cartunizada”.
Em 2014 foi galardoado com um prémio especial no “Concurso Bienal de Humor Luis d'Oliveira Guimarães”.
Em 2016, Gargalo recebeu quatro menções honrosas. No Prémio de Cartoon Político das Nações Unidas/Ranan Lurie; no 1.º Festival de Cartoon do Kuwait; na 9.ª edição do D. Quichotte International Cartoon Contest/Quo Vadis Europe/Journey of Hope e no 18.º Festival Mundial PortoCartoon. Ainda no mesmo ano, o seu cartoon 'Aleppo(nica)', deu-lhe a visibilidade nacional e internacional que lhe faltava.
Foi considerado, em 2018, pelo Cartoon Home Network International como o melhor 'Cartoonista Europeu'.
Em 2019, venceu o prémio Plumes Libres, um galardão atribuído pela revista Courrier Internacional.
Em 2020, a Ordem Independente de B’nai B’rith, organização judaica dedicada aos direitos humanos, acusou o cartoonista de anti-semitismo depois deste ter publicado o cartoon ‘O Crematório’. Surpreendentemente, o Courrier Internacional cedeu às pressões e retirou-lhe prémio Plumes Libres dado no ano anterior.
Em 2021, arrecadou o primeiro lugar num concurso internacional de cartoon sobre escravatura e trabalho forçado, no âmbito do Dia Mundial contra o Tráfico de Seres Humanos, organizado pela Organização Internacional do Trabalho e pela organização não governamental Recursos Humanos Sem Fronteiras.
Expôs, em 2022, “Reflexões”, integrada na programação da 8.ª edição do Festival “encontros do DeVIR”, que esteve patente na Galeria de Arte da Praça do Mar, em Quarteira.